# 벌머주이바로시구

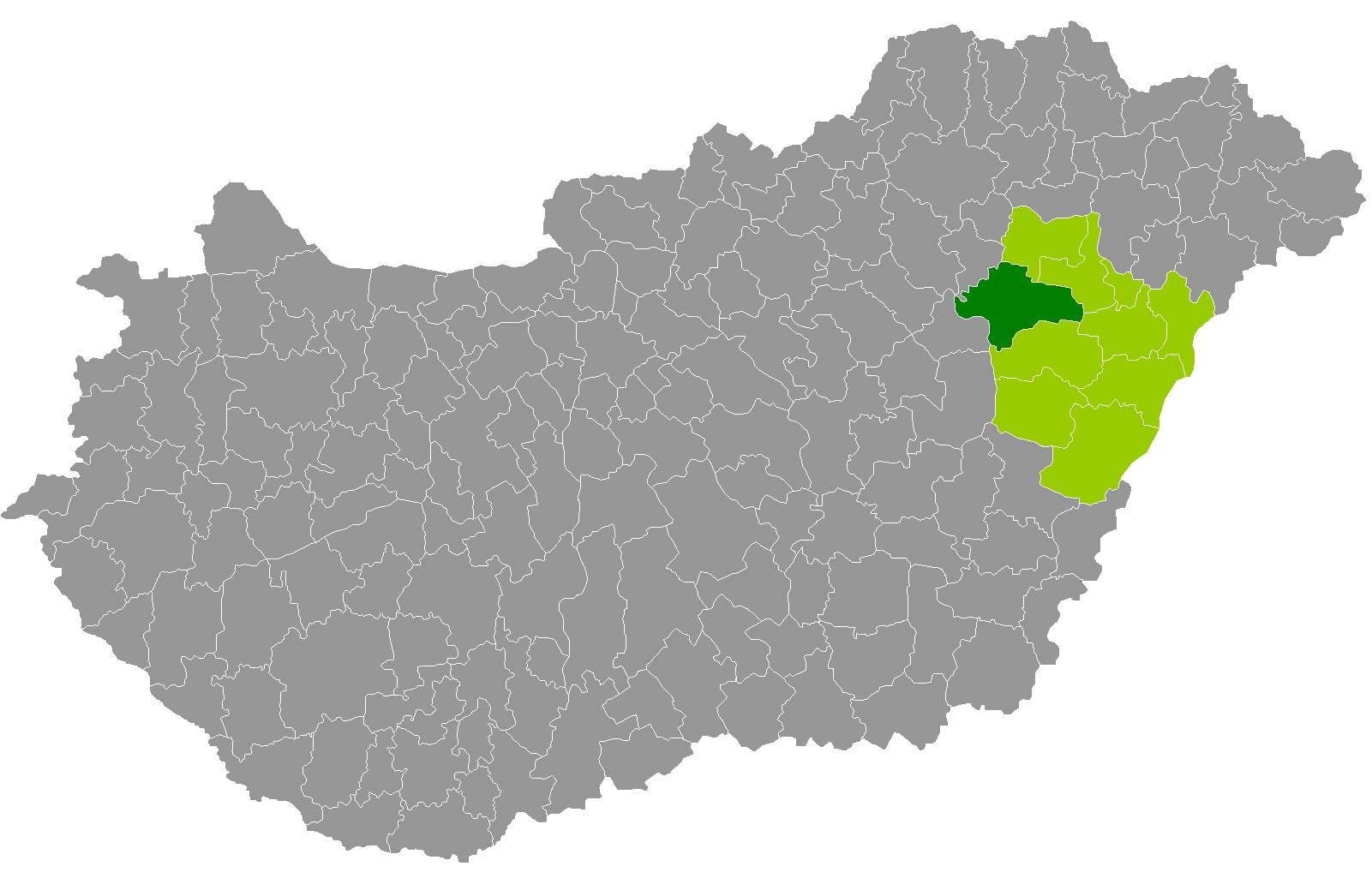
허이두비허르주 지도에 표시된 벌머주이바로시구의 위치

벌머주이바로시구(헝가리어: Balmazújvárosi járás)는 헝가리 허이두비허르주에 위치한 구로 구청 소재지는 벌머주이바로시이며 면적은 827.45km2, 인구는 30,191명(2011년 기준), 인구 밀도는 36명/km2이다.
북쪽으로는 허이두나나시구, 보르쇼드어버우이젬플렌주 메죄차트구, 동쪽으로는 허이두뵈쇠르메니구, 데브레첸구, 남쪽으로는 허이두소보슬로구, 서쪽으로는 야스너지쿤솔노크주 티서퓌레드구와 접한다. 5개 지방 자치체(2개 시, 3개 마을)를 관할한다.

구 문장